# Château de Millen

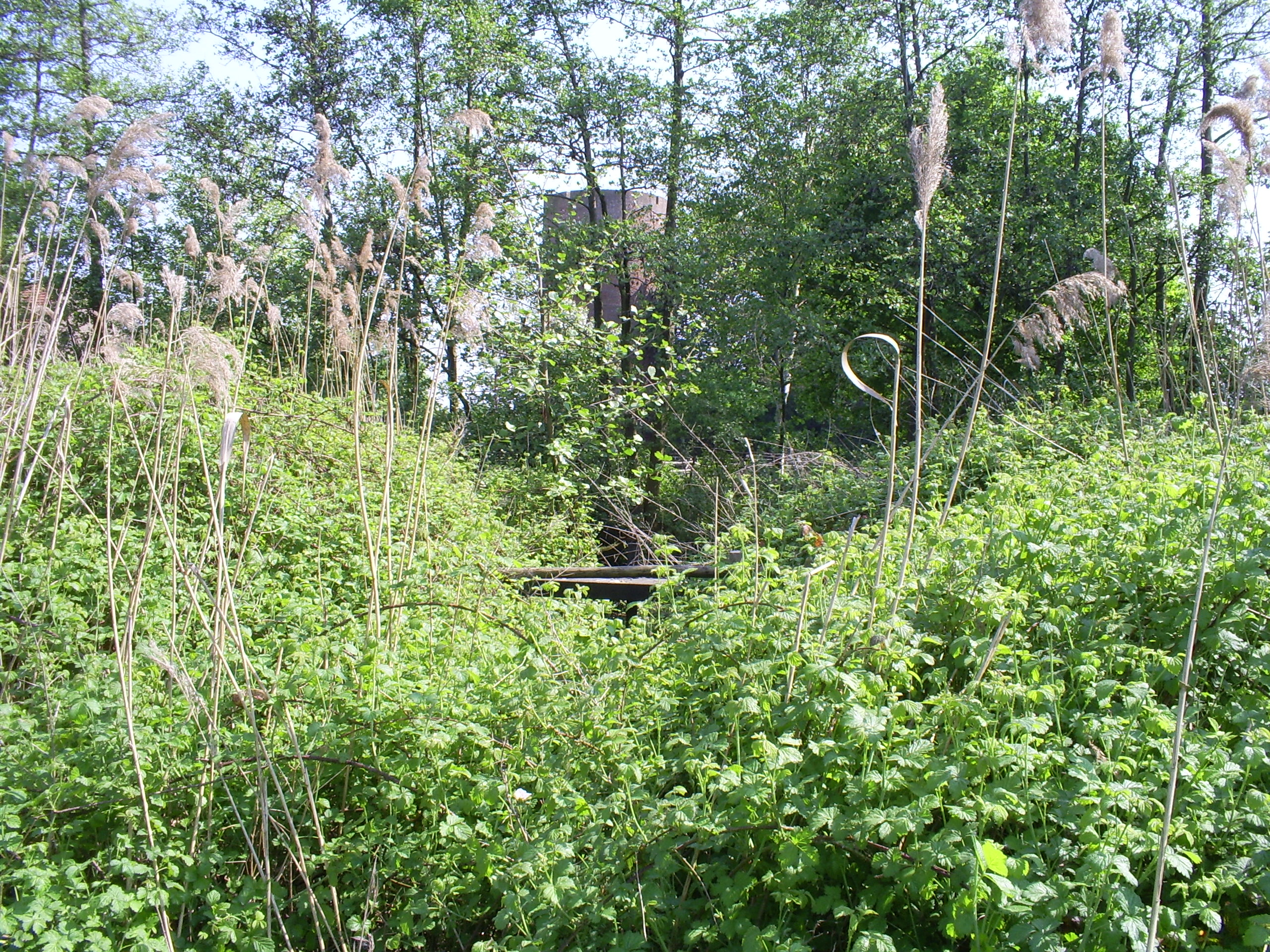
Le château de Millen, en arrière-plan à travers la frondaison des arbres, le donjon du château originel

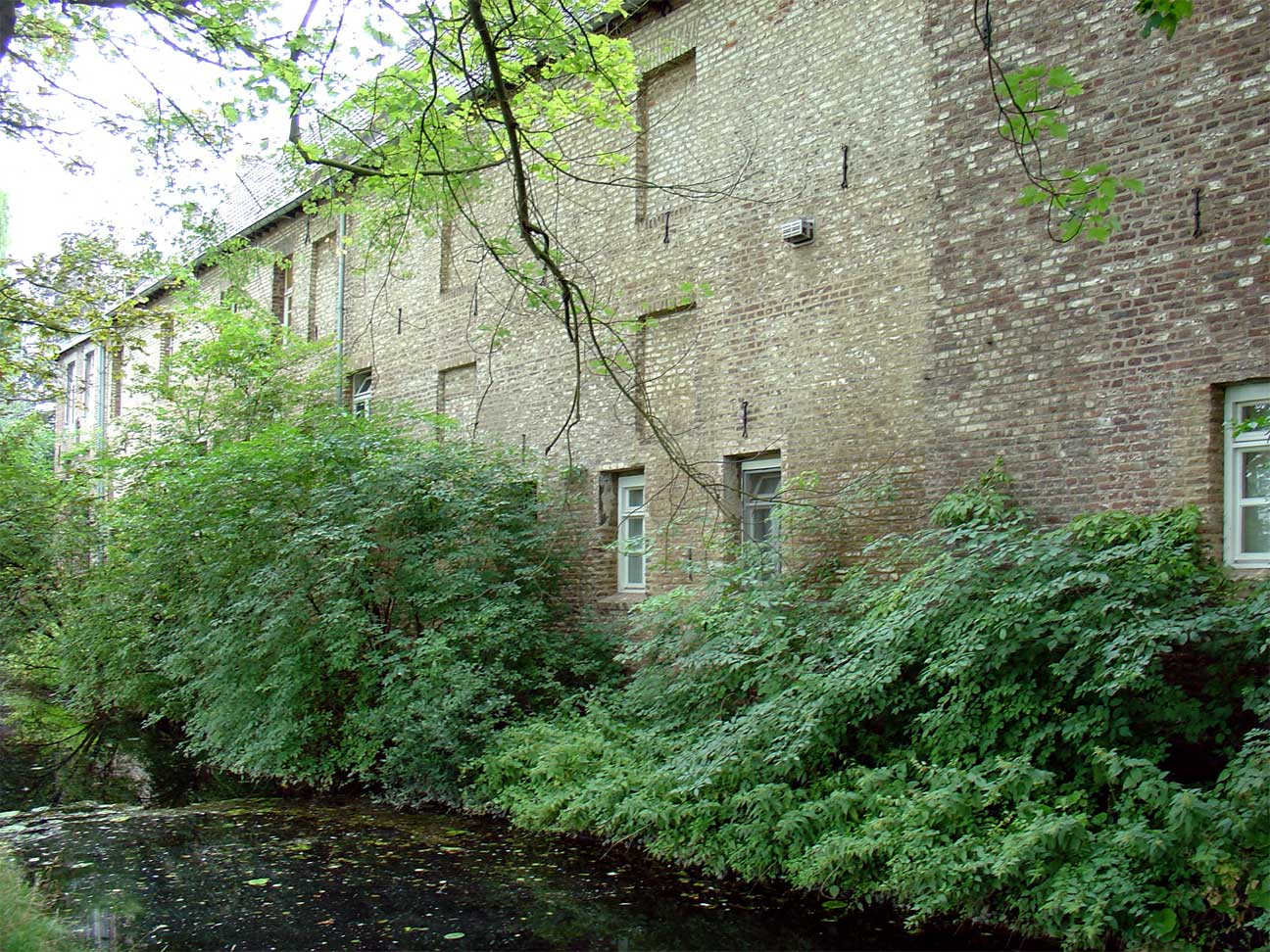
Le château actuel ou Huis Millen

Le château de Millen ou Huis Millen (en néerl. Kasteel Millen ou Huis Millen) est une ruine près de Nieuwstadt dans la province du Limbourg néerlandais, juste en face du village allemand de Millen (Allemagne) (nl), composé d'un donjon du XIVe siècle, d'un morceau de mur d'enceinte et d'une section de mur plus épais.

## Histoire
Aucun vestige ne subsiste sur la motte du château d'origine incendié en 1287, ni même de sa reconstruction. Le château reconstruit était si délabré en 1365 que l'ordre fut donné de le reconstruire. La ruine actuelle date probablement de cette seconde phase de reconstruction. Celle-ci a probablement été effectuée par étapes. Lors de la bataille entre le Comté de Gueldre et Charles Quint, le château aurait été détruit par Martin van Rossum et René de Chalon. Mais les événements qui se sont réellement déroulés en ces lieux ne sont pas connus. Le jour du landsdag de Juliers-Clèves-Bergh, il fut convenu de démolir les châteaux de Born et de Millen. Cependant, seul celui de Born a été démoli à ce moment-là; Millen n'a été démoli qu'au XVIIIe siècle.
Au XVIIe siècle, un nouveau bâtiment a été construit à environ 100 mètres de l'ancien château, qui a été agrandi vers 1700 avec des bâtiments de service sans étage.
Le nouveau château ne peut pas être visité, mais peut être vu de la route. Une partie des ruines de l'ancien château est visible, surtout en hiver.
Juste à côté du domaine, en bordure de la zone industrielle, le propriétaire a développé Parkbos Millen en 1999. Cette réserve naturelle arborée comporte des étangs et propose des sentiers de randonnées. Elle fait partie du Landschapspark De Graven et se connecte au sud, à la réserve naturelle de Schwienswei. 
Après la construction de la route provinciale N297, qui a interrompu la liaison directe avec Nieuwstadt, toute la zone au sud à partir de cette nouvelle route, y compris le domaine, a été pleinement intégrée à la commune de Sittard-Geleen.

## Relation avec la famille de Nassau
En 1462, le drossard (drossaard)  de Millen était tuteur du jeune comte Engelbert II de Nassau de la famille Nassau-Dillenburg, seigneur de Breda, comte de Vianden, et plus tard aussi de Diest, qui était seigneur de Millen à un très jeune âge uniquement. Cet Engelbrecht, le fils de Marie de Looz-Heinsberg, devint plus tard le premier gouverneur des Pays-Bas des Habsbourg (1485-1486) avec Bruxelles comme centre administratif. Marie de Looz-Heinsberg a échangé en 1499 la résidence de Millen, achetée par Thierry II de Heinsberg en l'an 1282, pour Diest dans le Brabant. Les armoiries de Marie (l'arrière-grand-mère de Guillaume d'Orange), le Lion blanc du Limbourg, se trouvent dans les armoiries de la municipalité néerlandaise de Roerdalen.

## Galerie

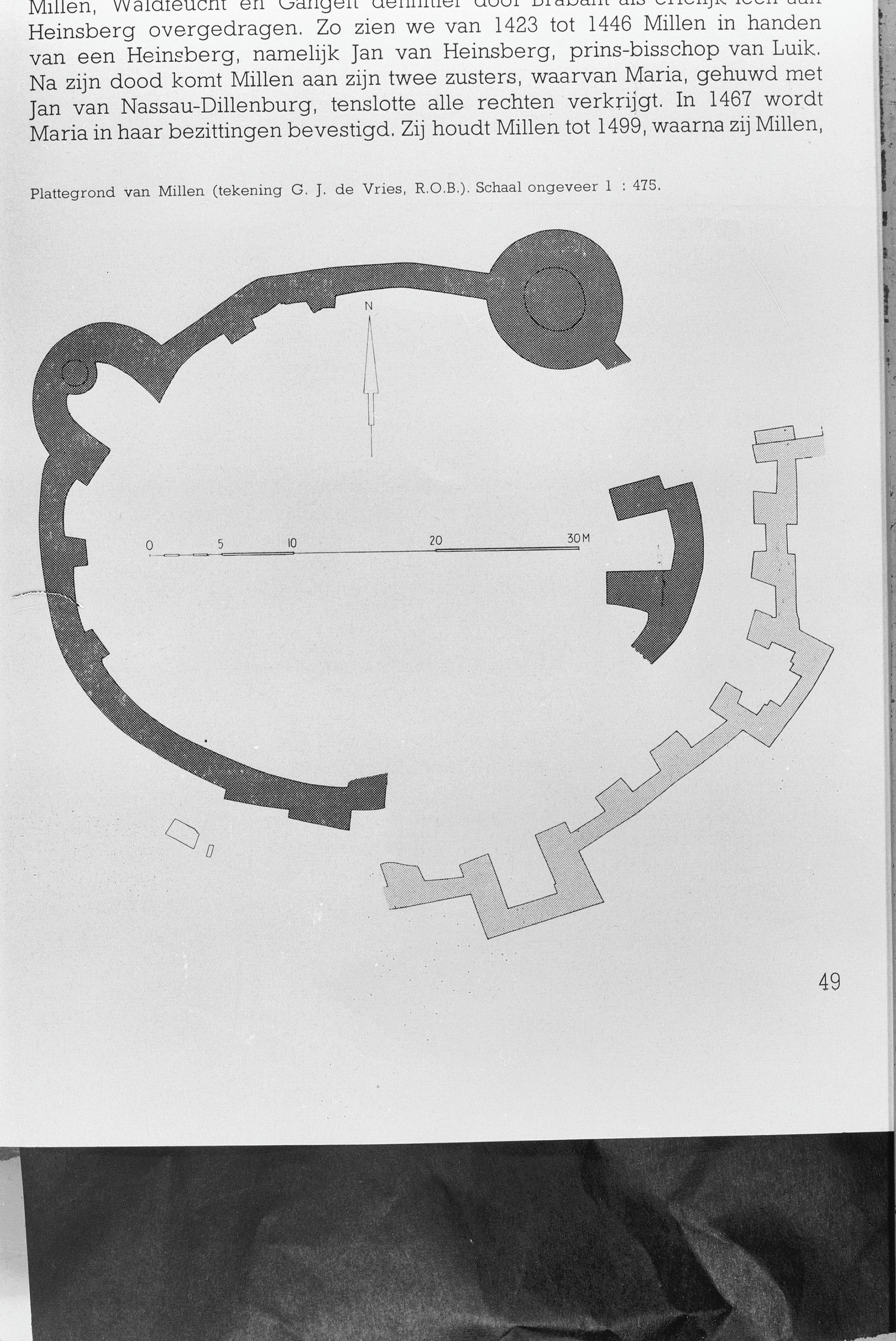
Plan du château[1].